# SS Finland (1902)
Pour les articles homonymes, voir Finland.
Le SS Finland est un paquebot battant pavillon américain construit en 1902 pour la Red Star Line. Pendant la Première Guerre mondiale, il sert de transport pour l'United States Army sous le nom d'USAT Finland, puis de transport pour l'United States Navy sous le nom d'USS Finland (ID-4543).